# Metharme lanata
Metharme Phil. es un género monotípico de plantas fanerógamas de la familia Zygophyllaceae. Su única especie, Metharme lanata es endémica de Chile.

## Descripción
Es un subarbusto, caducifolio,  que crece formando pequeños cojines de 10 cm de altura x 15 cm de diámetro, con ramas predominantemente horizontales. Los tallos son poco leñosos. Las hojas opuestas, pinnaticompuestas, con 10-18 parejas de folíolos casi imbricados; folíolos de hasta 1,5 mm de largo; la pilosidad es muy abundante y cubre completamente ambas caras de las hojas. Tiene flores efímeras, de hasta 1 cm de largo, pétalos amarillos, del tamaño de los sépalos. El fruto es una cápsula inmadura completamente cubierta por la pilosidad. Semillas con embrión arqueado y los cotiledones anchos.

## Taxonomía
Metharme lanata fue descrita por Phil. ex Engl. y publicado en Die Natürlichen Pflanzenfamilien 3(4): 86. 1890.